# Mây nâu châu Á
Mây nâu châu Á (tiếng Anh: Indian Ocean brown cloud hay Asian brown cloud) là một lớp ô nhiễm không khí bao phủ lại một phần của Nam Á, cụ thể là ở Bắc Ấn Độ Dương, Ấn Độ và Pakistan. Nhìn từ các bức ảnh vệ tinh, đám mây xuất hiện như một vết bẩn màu nâu khổng lồ trên nhiều vùng Nam Á và Ấn Độ Dương hàng năm giữa tháng Giêng và tháng Ba, có thể sớm hoặc trễ hơn. Thuật ngữ được đặt ra từ các báo cáo từ Thí nghiệm Đại dương Ấn Độ Dương (INDOEX) của UNEP,.

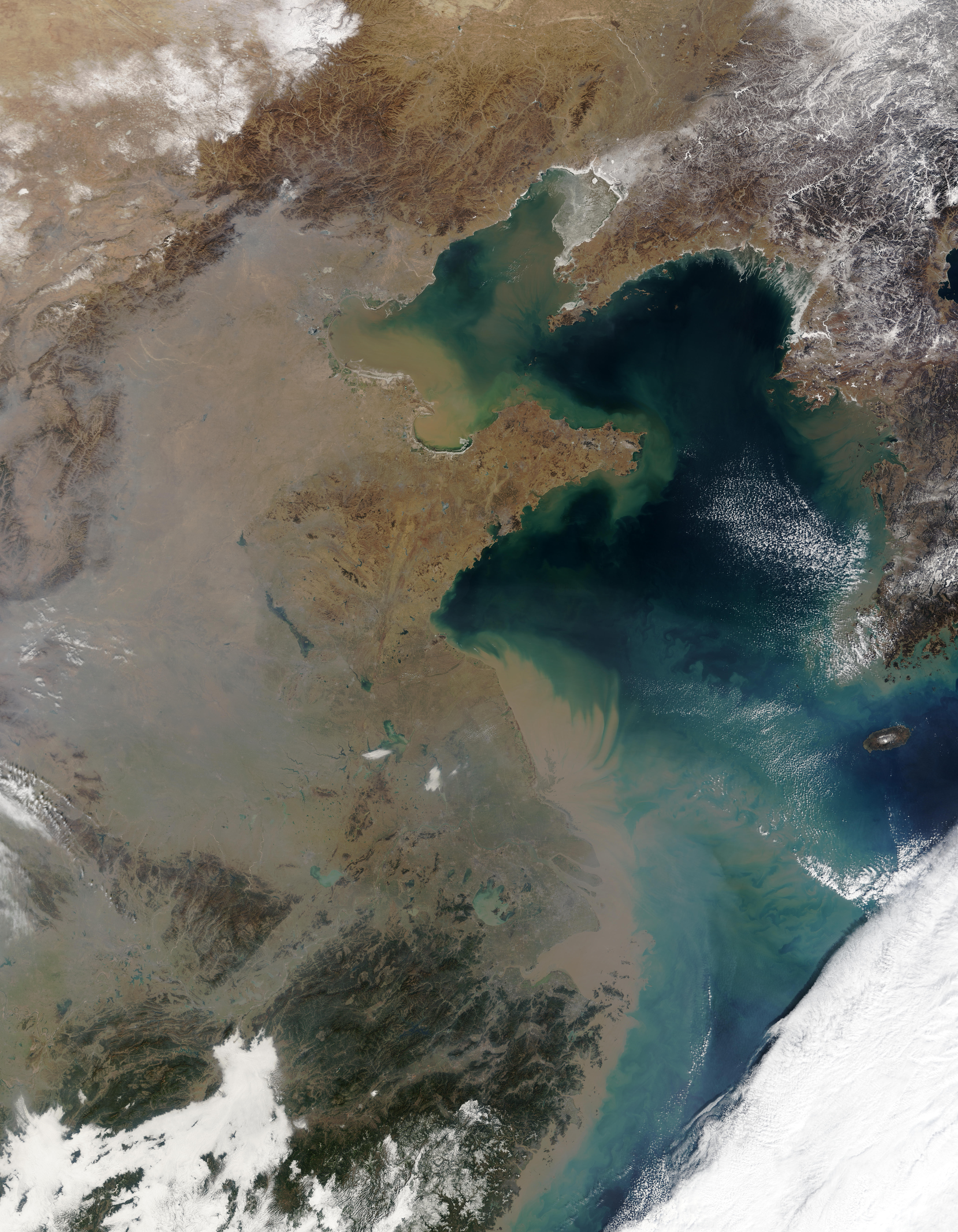
Mây nâu châu Á

Thuật ngữ mây nâu khí quyển được được dùng làm thuật ngữ chung chỉ hiện tượng này mà không nhắc tới khu vực châu Á.

## Nguyên nhân
Đám mây nâu châu Á được tạo ra bởi một loạt các hạt không khí và các chất gây ô nhiễm từ quá trình cháy ví dụ như cháy rừng, ô tô và nhà máy và các hoạt động công nghiệp khác. Mây có liên quan đến gió mùa (tháng 11 / tháng 12 đến tháng 4), trong thời gian đó không có mưa để rửa chất gây ô nhiễm từ không khí.

## Quan sát

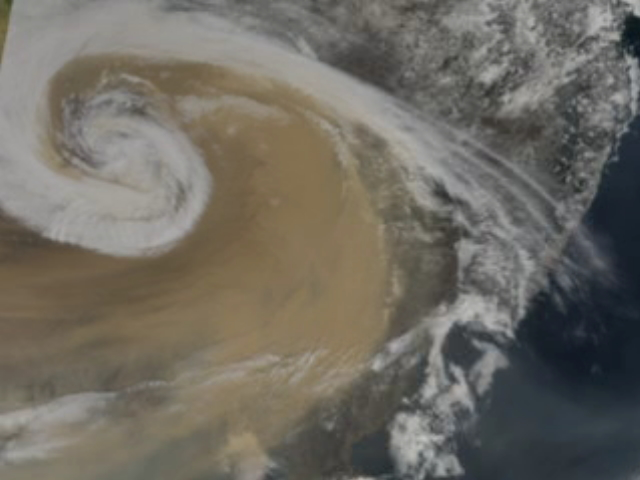
Bão lớn ở châu Á

Lớp ô nhiễm này được phát hiện trong quá trình quan sát thực địa chuyên sâu Ấn Độ Dương (INDOEX) năm 1999 và được mô tả trong nghiên cứu đánh giá tác động của UNEP xuất bản năm 2002. Các nhà khoa học ở Ấn Độ cho rằng mây nâu châu Á không phải là hiện tượng đặc thù của châu Á.
Các đám mây nâu cũng đã được báo cáo bởi NASA vào năm 2004 và năm 2007.
Mặc dù các hạt aerosol nhìn chung có liên quan đến hiệu ứng mát dần toàn cầu, các nghiên cứu gần đây cho thấy chúng có thể có tác động làm ấm lên ở một số vùng như ở dãy Himalaya.

## Tác động

### Sức khỏe
Một nghiên cứu năm 2002 cho thấy gần hai triệu người chết mỗi năm, chỉ riêng ở Ấn Độ, từ những điều kiện liên quan đến đám mây nâu.

### Thời tiết
Một nghiên cứu đánh giá đã được xuất bản trong năm 2008 làm nổi bật mối quan tâm của khu vực về:
- Gió mùa châu Á bắt đầu trễ vài tuần cũng như sự thay đổi lượng mưa với gió mùa.[14][15] Gió mùa Ấn Độ đang suy yếu và ở vùng Trung Bắc hạn hán và lũ lụt miền Nam chịu ảnh hưởng bởi những đám mây.
- Lượng mưa tăng lên trên các khu vực thuộc Úc và Kimberley. Một nghiên cứu của CSIRO đã phát hiện gió mùa tăng cường mang hầu hết lượng mưa đến những khu vực này, và di chuyển về phía nam.[16]

### Cơn bão ở biển Ả Rập
Một nghiên cứu năm 2011 cho thấy ô nhiễm môi trường đang làm cho lốc xoáy của Arabian trở nên dữ dội hơn. Hiện tượng các cơn bão mạnh hơn trong năm 2007 và 2010, đây là những cơn bão đầu tiên được ghi nhận vào Vịnh Oman.

### Nóng lên toàn cầu
Một tác động lớn khác của đám mây nâu là ở vùng băng cực. Carbon đen (bồ hóng) trong đám mây nâu châu Á có thể phản chiếu ánh nắng mặt trời và làm mờ Trái đất bên dưới nhưng nó đang làm nóng các địa điểm khác bằng cách hấp thụ bức xạ và làm ấm khí quyển. Carbon đen gây tác động gấp ba lần so với khí cacbonic - loại khí nhà kính phổ biến nhất - gây tan băng và tuyết. Carbon đen nguyên nhân gây ra sự tan chảy băng tuyết ở Bắc Cực, chiếm tỉ lệ tới 94 phần trăm..

## Mở rộng
- Bray, Marianne (2002) "'Asian Brown Cloud' poses global threat" CNN, from WebArchive